# Jonas Aaen Jørgensen
Jonas Aaen Jørgensen (Glostrup, 20 aprile 1986) è un ex ciclista su strada danese, attivo dal 2006 al 2019.

## Palmarès

### Strada
- 2007 (Team GLS, tre vittorie)

2ª tappa Grand Prix du Portugal (Felgueiras > Lixa)
2ª tappa - parte b Triptyque des Monts et Châteaux (Ath > Tournai)
Grote Prijs Stad Zottegem
- 2008 (Team GLS, una vittoria)

Vlaamse Havenpijl
- 2009 (Team Capinordic, cinque vittorie)

1ª tappa Tour du Loir-et-Cher (Blois > Nouan-le-Fuzelier)
Scandinavian Race Uppsala
1ª tappa Ringerike Grand Prix (Geilo > Geilo)
4ª tappa Okolo Slovenska (Horné Lefantovce > Ilava)
5ª tappa Okolo Slovenska (Ilava > Ilava)
- 2011 (Saxo Bank-Sungard, una vittoria)

Grand Prix d'Isbergues
- 2014 (Riwal Cycling Team, una vittoria)

Scandinavian Race Uppsala
- 2015 (Riwal Platform Cycling Team, una vittoria)

Ringenloppet Memorial Frans Desaix

#### Altri successi
- 2007 (Team GLS)

Classifica a punti Grand Prix du Portugal
- 2014 (Riwal Cycling Team)

Criterium Hadsten
- 2015 (Riwal Platform Cycling Team)

Tour de Haslev
Post Cup Sønderborg
Post Cup Hillerød
- 2016 (Riwal Platform Cycling Team)

3 Dage i Nord (Thy)
Ordrup CC
Criterium Hvidovre
- 2017 (Riwal Platform Cycling Team)

Tour de Haslev
Criterium Hadsten
- 2018 (Riwal CeramicSpeed Cycling Team)

Slagelse Løbet
HFCK

## Piazzamenti

### Grandi Giri
- Giro d'Italia

2012: 141º
- Vuelta a España

2011: 139º

### Classiche monumento
- Milano-Sanremo

2012: ritirato
2013: 57º
- Giro delle Fiandre

2011: 27º
2012: 102º
2013: ritirato
- Parigi-Roubaix

2011: 63º
2012: ritirato
2013: 94º
- Liegi-Bastogne-Liegi

2010: ritirato

### Competizioni mondiali
- Campionati del mondo

Salisburgo 2006 - In linea Under-23: 109º
Stoccarda 2007 - In linea Under-23: 6º
Varese 2008 - In linea Under-23: ritirato

### Competizioni europee
- Campionati europei

Valkenburg 2006 - In linea Under-23: 13º